# Lina Krasnorucka
Lina Vladimirovna Krasnorucka (rusko Лина Владимировна Красноруцкая), ruska tenisačica, * 29. april 1984, Obninsk, Rusija.